# Mesquita Fanar
La Mesquita Fanar, també coneguda com a Mesquita de Qatar o la Mesquita en espiral, és una mesquita situada a Doha, capital de Qatar. El 2008 s'hi inaugurà a dins el Centre Cultural Islàmic Sheikh Abdulla Bin Zaid Al Mahmoud, una institució pública que promou la cultura de Qatar, l'islam i l'ensenyament de l'idioma àrab a la ciutat, i en permet l'entrada de no musulmans. És coneguda per la forma característica en espiral del minaret central. Fins al 2011 era la mesquita més gran de l'estat, quan s'inaugurà la Mesquita d'Imam Muhammad ibn Abd al-Wahhab. No obstant això, continua sent el temple islàmic més alt de Catar.

## Història
Fanar en àrab vol dir 'llanterna' (provinent del grec antic phanòs, φανός). La van inaugurar en una cerimònia oficial presidida pel xeic Hamad bin Jassim bin Jaber Al Thani, el 12 de gener del 2008. El centre cultural es va batejar així en honor a l'erudit de Qatar i fundador del sistema judicial nacional, Xeic Abdulla Bin Zaid Al Mahmoud. L'emir de Qatar, Hamad bin Khalifa Al Thani, decretà aquest reconeixement per les seues aportacions com a membre del Consell Judicial Suprem.
Per als residents i visitants no musulmans i com a mostra d'obertura a una millor comprensió de l'islam, s'ha disposat d'un khutba (sermó del divendres) en anglés, pronunciat durant la Yumu'ah.
En l'edificació, s'empraren materials històricament tradicionals per a la construcció de mesquites, com ara roques de corall, terracota i fusta, en contraposició a la combinació de maó i morter, utilitzada en temples islàmics durant el segle xxi.